# 陈吉学
陈吉学（1955年—），湖北江陵人，汉族，中华人民共和国政治人物、第十一届全国人民代表大会湖北地区代表。
毕业于湖北省委党校经济管理专业，是中共党员。担任湖北省民政厅副厅长。2008年起担任全国人大代表。